# Röse von Kauparve

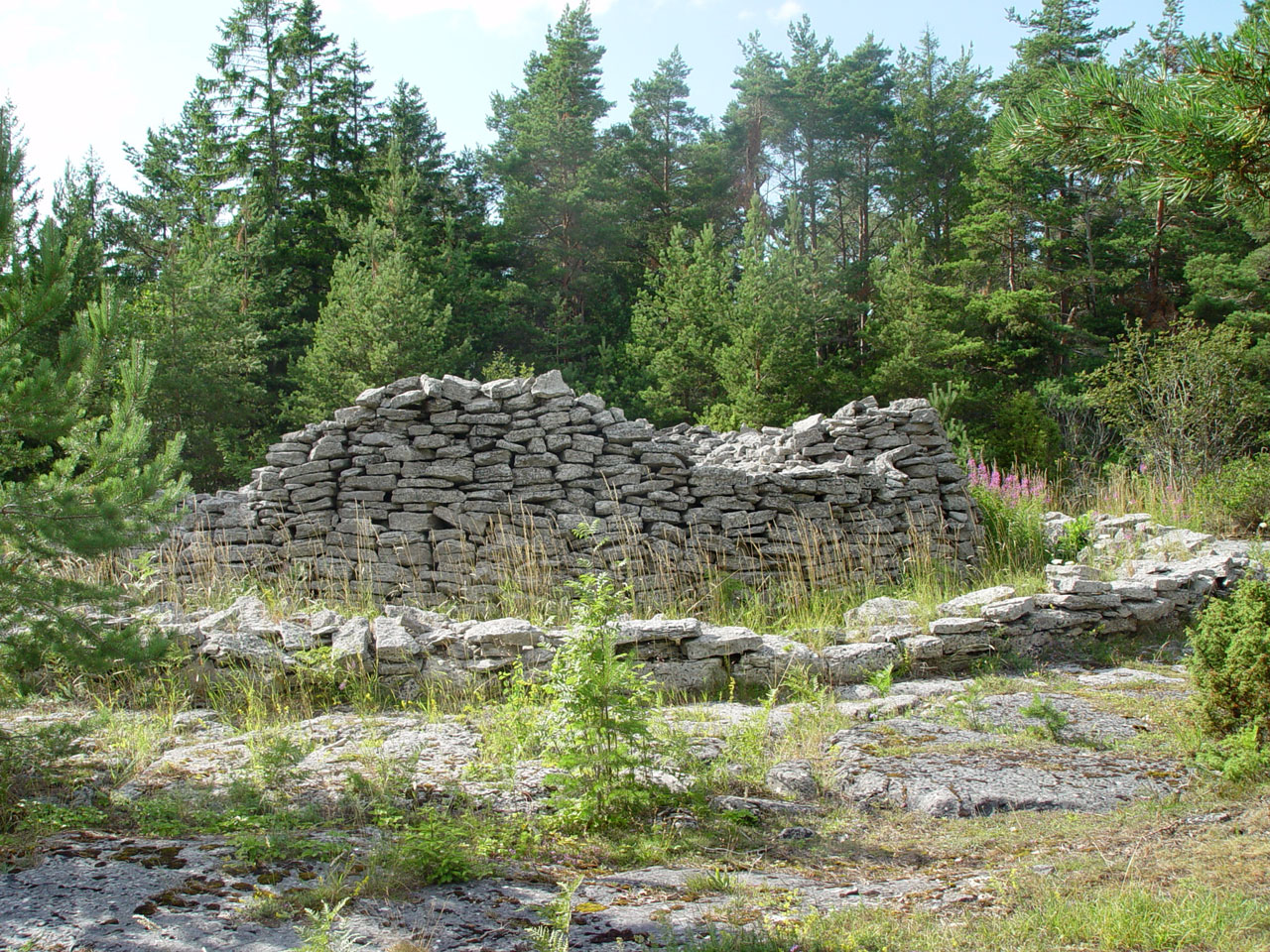
Die Röse von Kauparve

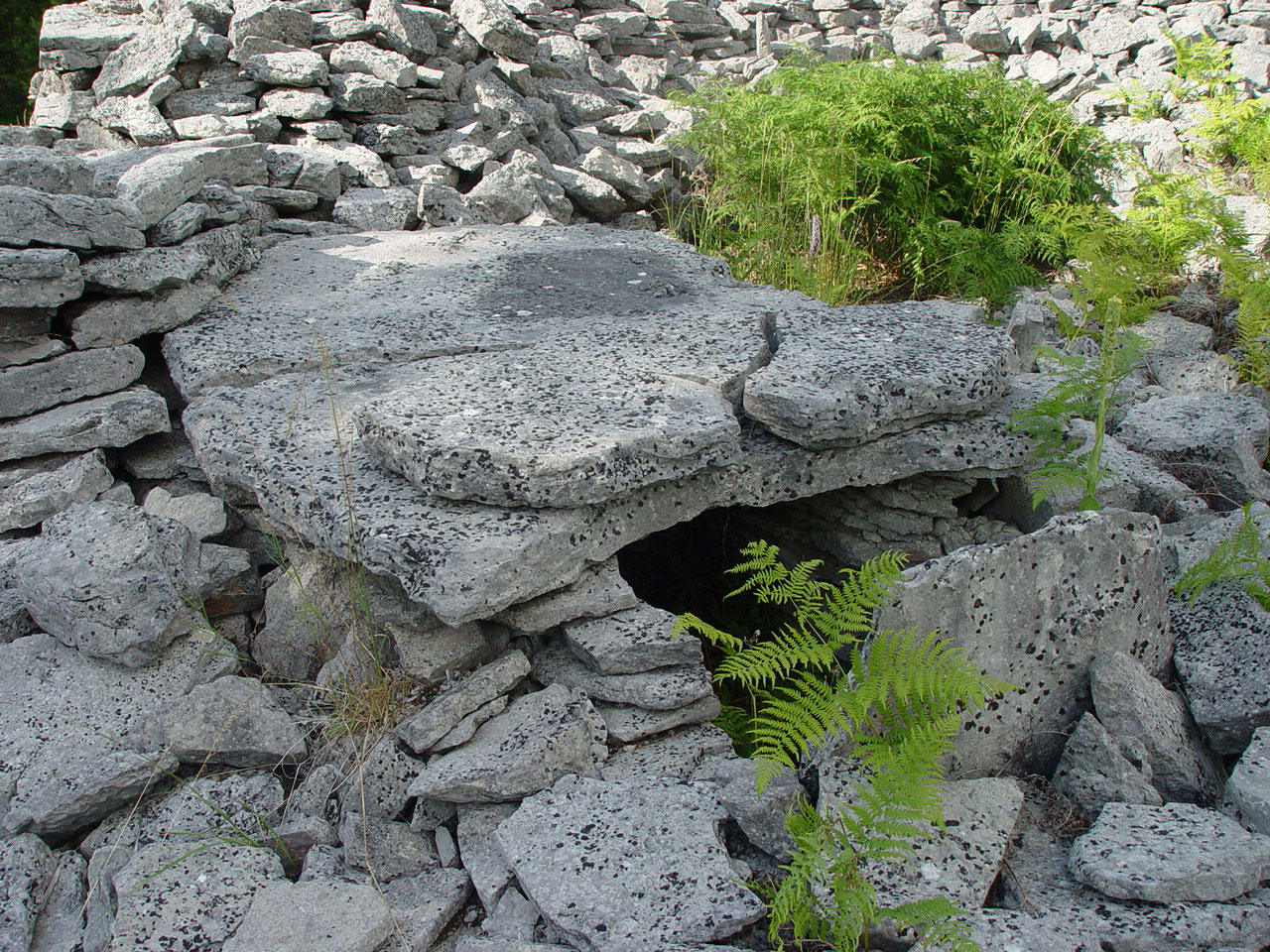
Die Steinkiste unter der Mauer

Von den rund 250 Rösen auf der schwedischen Insel Gotland ist die Röse von Kauparve (schwedisch Kauparveröset) eine der wenigen wissenschaftlich erforschten und die einzige, deren Rollsteinhügel völlig abgetragen wurde. Der abgetragene Hügel gehörte zum Typ der Kraterrösen. Er hatte einen Durchmesser von etwa 23,0 m und eine Höhe von mindestens 2,7 m. 

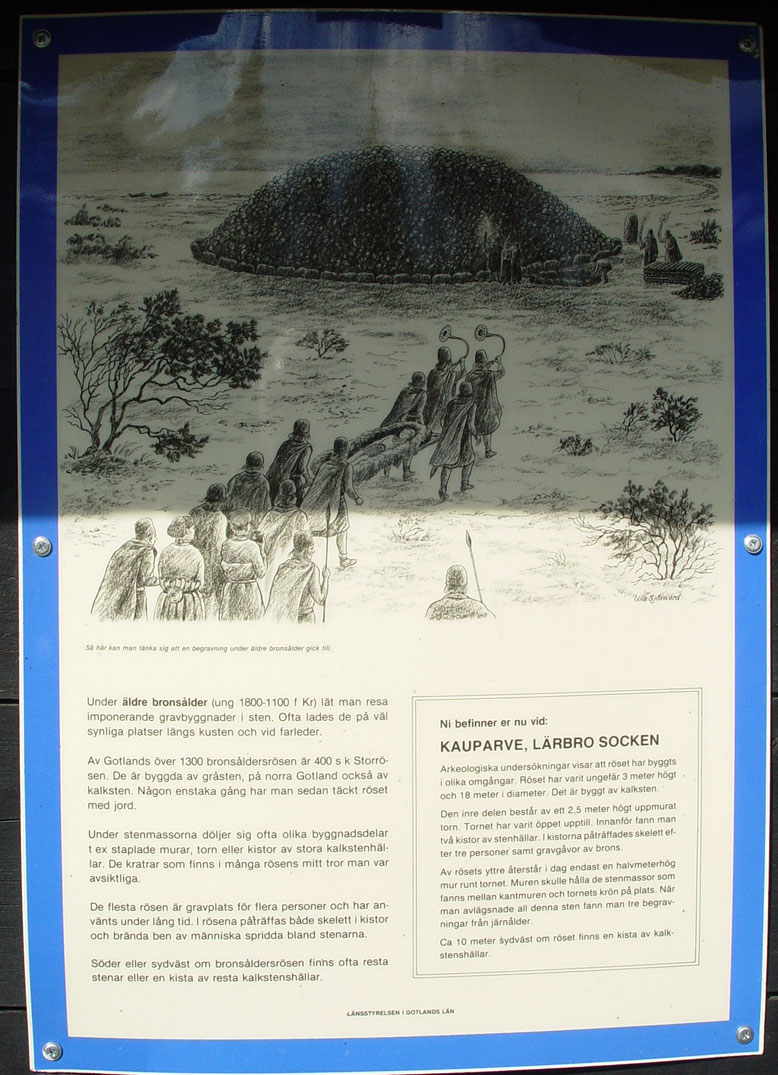
Künstlerische Darstellung an der Röse von Kauparve

1941 wurde der Steinhügel von Märten Stenberger (1898–1973) untersucht. Stenberger legte die äußere, niedrige (0,5 m) und eine innere, bis zu einer Höhe von 2,6 m erhaltene Ringmauer frei, die ursprünglich noch etwas höher war und eine Steinkiste aus Trockenmauerwerk umschloss. Im Inneren der Hügels befindet sich ein so genannter Krater von acht Meter Durchmesser, der bis auf den Boden reicht, so dass es sich um eine Ringanlage handelt. Die Steinkiste enthielt Menschenknochen und eine große Spiralnadel. 
Eine weitere Steinkiste ähnlicher Konstruktion, die unter einem mächtigen Deckstein lag und Skelettreste sowie Teile einer Bronzespange enthielt, wurde 1948 von Greta Arwidsson (1906–1998) im Südwesten der Anlage, teilweise unter der inneren Mauer liegend, freigelegt. Nach den Funden zu urteilen stammen beide Kisten und somit die ganze Anlage aus der älteren Bronzezeit zwischen 1500 und 1000 v. Chr.
1967 wurde das Rollsteingrab ein drittes Mal untersucht, wobei die Rollsteinpackung gänzlich entfernt wurde, um die Konstruktion der Mauern und der Kisten zeigen zu können. Dabei stellte sich heraus, dass die innere Mauer älter war als die äußere, die lediglich als Stützmauer für die Steinfüllung diente, so dass die Anlage zumindest einmal erneuert und beträchtlich erweitert wurde. 
Südlich der Röse bilden vier Steinplatten eine im Boden versenkte Kiste, von der einige Archäologen annehmen, dass es sich um ein Grab handelt, andere vermuten, dass dort die Totenopfer niedergelegt worden seien. Eine niedrige Röse nordöstlich der großen enthielt verbrannte Knochen und kann aufgrund einiger Bronzefragmente in die jüngere Bronzezeit (etwa 1000–500 v. Chr.) datiert werden. 
Auf Gotland liegen die meisten Rösen an der Küste. Sie sind teils aus Feldsteinen, teils aus Kalkstein aufgeführt. Die aus Kalkstein errichteten weisen Außenmauern auf. Größere Rösen hatten vermutlich immer eine senkrechte oder terrassenartig geschichtete Rundmauer als Außenseite. Sie stützte den gewölbten Hügel aus Rollsteinen, dessen oberste Schicht aus ausgewählten Steinen bestand.